# Marion Lederhos
Marion Lederhos (* 3. Mai 1953 in Hohenems) ist eine ehemalige österreichische Politikerin (ÖVP) und Städtische Angestellte. Sie war von 1991 bis 1999 Abgeordnete zum Vorarlberger Landtag.

## Ausbildung und Beruf
Lederhos besuchte zunächst die Volksschule in Götzis und absolvierte danach die Hauptschule am Institut St. Josef in Feldkirch. Sie begann in der Folge eine Lehre als Einzelhandelskauffrau und eine Lehre als Werbegestalterin und war zwischen 1974 und 1987 mit dem Aufbau und der Leitung der Lebenshilfe Dornbirn beschäftigt. 1987 wurde sie Leiterin im Familienreferat der Stadt Dornbirn.  

## Politik und Funktionen
Lederhos trat um 1975 der Österreichischen Volkspartei bzw. dem ÖVP-Frauenbund bei und wirkte zwischen den Jahren 1987 und 1996 als Obfrau des ÖVP Frauenbundes in Dornbirn. Sie wurde zudem im Jänner 1997 zur Bezirksobfrau des Frauenbundes Dornbirn gewählt und hatte bis zum Jahr 1996 die Funktion der geschäftsführende Leiterin des Frauenbundes Vorarlberg inne. In der Österreichischen Volkspartei war Lederhos zudem während ihrer Zugehörigkeit zum Vorarlberger Landtag zwischen 1991 und 1999 als Mitglied der Landesparteileitung der ÖVP Vorarlberg sowie als Mitglied des ÖVP Bezirksparteivorstandes Dornbirn aktiv. Als Abgeordnete des Wahlbezirkes Dornbirn vertrat sie die Österreichische Volkspartei vom 6. März 1991 bis zum 4. Oktober 1999 im Vorarlberger Landtag, wobei sie 1991 Willi Aberer nachfolgte. Sie war während ihrer Zeit im Landtag Mitglied im Kulturausschuss, Mitglied im Sozialpolitischen Ausschuss und Mitglied im Energiepolitischen Ausschuss. Bei der Erstellung der Bezirkswahlliste für die Landtagswahl 1999 unterlag Lederhos gegen die Vertreter der Jungen ÖVP bzw. der Lustenauer Ortsgruppe, wodurch sie auf einer unwählbaren Stelle landete und so 1999 aus dem Landtag ausschied.
Lokalpolitisch engagierte sich Marion Lederhos zwischen dem 14. Mai 1985 und dem 27. April 1995 als Mitglied in der Stadtvertretung der Stadt Dornbirn. Sie gehörte dort dem Schul- und Kindergartenausschuss, dem Wohnungsausschuss, dem Prüfungsausschuss sowie dem Sozial- und Altenbetreuungsausschuss an.

## Privates
Marion Lederhos wurde als Tochter des Monteurs Ambros Lederhos und dessen Gattin Hildegard geboren. Sie ist ledig und hat keine Kinder.